# Medal dla Zasłużonych dla Kultury i Sztuki
Medal dla Zasłużonych dla Kultury i Sztuki (wł. Medaglia ai benemeriti della cultura e dell'arte) – odznaczenie państwowe Republiki Włoskiej utworzone na mocy Ustawy nr 1093 z 16 listopada 1950 roku. Odznaczenie to wręcza się z okazji Dnia Republiki, przypadającego 2 czerwca.
Odznaczenie przyznaje się na mocy dekretu Prezydenta Republiki Włoskiej na wniosek Ministra Dziedzictwa Kulturowego i Działalności Kulturalnej, który przewodniczy specjalnej komisji oceniającej, w skład której wchodzą przedstawiciele włoskich uczelni.
Bardzo podobne odznaczenia otrzymują osoby, które wyróżniły się w dziedzinie edukacji, kultury i sztuki, a także ci, którzy wyróżnili się w dziedzinie nauki i kultury.

## Opis
Odznaczenie to jest przyznawane osobistościom Włoch, które wyróżniły się w szczególny sposób na polu kultury, sztuki i widowisk. Zgodnie z ustawą, odznaczani mogą być urzędnicy ministerstw, rektorzy, dyrektorzy szkół wyższych i instytutów artystycznych, kuratorzy oświatowi, dyrektorzy bibliotek publicznych; pracownicy uczelni wyższych, szkół wyższych i artystycznych; kadra zarządzająca i nauczycielska szkół średnich i podstawowych, pracownicy regionalnych biur szkolnych i inspekcyjnych; muzycy, pisarze, aktorzy i artyści.
Istnieją trzy klasy odznaczenia, które wiążą się z przyznaniem złotego, srebrnego lub brązowego medalu, odpowiadającego pierwszej, drugiej i trzeciej klasie.
Medale mają średnicę 32 mm; na awersie widnieje godło Republiki, a na rewersie znajduje się wieniec dębowy z napisem Ai benemeriti della cultura („dla Zasłużonych dla Kultury i Sztuki”). Medale zawieszone są na jedwabnej wstążce w barwach narodowych Włoch o tej samej szerokości co medale, zwieńczona fioletowym paskiem po bokach o szerokości 4 mm.